# Jang Ja-yeon
Jang Ja-yeon (Hangul: 장자연; 25 de enero de 1980 – 7 de marzo de 2009) fue una actriz surcoreana. En el momento de su muerte tenía 29 años y estaba participando con un papel secundario en la serie Boys Over Flowers de KBS. Había estado sufriendo depresión y una investigación policial concluyó que su muerte fue un suicidio.
Su muerte causó un escándalo nacional al señalarse que había sido víctima de abusos físicos y sexuales por parte de un elevado número de prominentes ejecutivos de la industria del entretenimiento durante su carrera y que este presunto abuso había contribuido a su depresión.

## Carrera
Jang debutó en 2006, en un anuncio de televisión. Su gran salto lo dio en Boys Over Flowers como Sunny, alumna de la Escuela Superior Shinhwa (un instituto de alto nivel), miembro del trío de chicas que odia a la protagonista, Geum Jan-di (interpretada por Koo Hye-sun), por la relación que entabla con los chicos más populares del instituto: los F4. 
En el momento de su muerte todavía no se habían estrenado sus dos primeras películas, They Are Coming y Penthouse Elephant.
Durante la investigación de su muerte, se supo que Jang había tenido dificultades con su agencia. En su nota de suicidio, de siete páginas, la actriz escribió que su agente la golpeaba regularmente y que le exigía que se sometiese a una continua explotación sexual con profesionales de la industria y de las élites culturales, nombrando a casi una treintena de ejecutivos.

## Vida personal
Desde la muerte de sus padres, en un accidente de tráfico en 1999, Jang había estado viviendo con su hermana mayor y su hermano menor. Antes de morir, había estado sufriendo de depresión clínica y había recibido tratamiento médico durante el año anterior.

## Muerte y posterior escándalo
Jang Ja-yeon fue encontrada ahorcada en su casa en el distrito de Bundang, Seongnam, provincia de Gyeonggi, el 7 de marzo de 2009. Durante una llamada de teléfono con su hermana, a las 3:30 p. m. de la tarde, Jang se había quejado del "abrumador stress" que tenía, diciendo que "quería morir". Después de no poder comunicarse nuevamente con Ja-yeon por teléfono, su hermana regresó a su hogar a las 7:42 de la noche encontrando el cuerpo de su hermana colgado de la barandilla de la escalera.
Una investigación policial concluyó que su muerte fue un suicidio, y no se encontró evidencia de violencia. Se supuso que se había colgado alrededor de las 4:30 p. m. En la nota de suicidio que dejó, Jang describe cómo fue golpeada y obligada a entretener y tener relaciones sexuales con varios de los directores de programas, directores generales y ejecutivos de los medios, causando un considerable debate acerca de las relaciones en la industria del entretenimiento, así como una investigación policial a su agencia.
Aproximadamente 250.000 fans visitaron el sitio web de Jang el día de su muerte para expresar sus condolencias, con más de 700.000 visitas al día siguiente. Todo el elenco de Boys Over Flowers rindió sus últimos respetos en el salón de duelo instalado en el Hospital Universitario Nacional de Seúl en Bundang. Su funeral tuvo lugar el 9 de marzo, con la asistencia de familiares, amigos y compañeros actores, incluyendo a la protagonista de Boys Over Flowers, Koo Hye-sun. Sus cenizas fueron llevadas junto a las de sus padres en Jeongeup, Jeolla del Norte.
Según los informes de los investigadores surcoreanos, la actriz afirmó que su agente, Kim Sung-hoon, la había golpeado frecuentemente y obligado a tener relaciones sexuales con una serie de personalidades, incluyendo a directores y ejecutivos de medios. Kim Sung-hoon, que en el momento de la muerte de la actriz se encontraba en Japón, negó las acusaciones. Jang dejó una nota de suicidio de 7 páginas con un listado de al menos 31 nombres de los ejecutivos de medios, directores generales y ejecutivos con los que fue forzada a tener relaciones sexuales. La policía surcoreana investigó la lista completa manteniendo el secreto de sumario. Usuarios de internet publicaron una lista parcial de las personas involucradas, incluyendo a Bang Sang Hoon, CEO del diario Chosun Ilbo; al vicepresidente de Sports Chosun, Bang Myung-Hoon; al director de publicidad de JoongAng Ilbo, Lee Jae Young; al presidente de Kolon, Lee Woong Ryeol; al presidente de Lotte, Shin Kyuk Ho; al exproductor de KBS y CEO de Oliva 9, Go Dae Hwa; al productor de Geumji Ok de KBS, Jun Chang Geun; al productor de la KBS, MBC, SBS, Jung Seho; al productor para KBS de Boys Over Flowers, Jun Gi-sang; y al productor musical de Playful Kiss, Boys Over Flowers, l Perfect Couple y Goong, Song Byung Joon. 
Chosun Ilbo posteriormente emitió un comunicado diciendo que Bang Sang Hoon no era su actual CEO, sino su ex CEO, cuyo nombre no ha sido revelado.
El ex-mánager de la agencia de Jang, Kim Sung-hoon, fue detenido en Tokio, Japón, en junio de 2009 al caducar su visado. La policía surcoreana pidió su extradición por orden judicial relativa a la muerte de Jang. Kim, en el momento de su detención, declaró que había "cometido un crimen en Corea y se quedó más tiempo en Japón para evitar ser arrestado". Veinte figuras fueron investigadas por la policía y se generaron siete procesamientos. Kim fue condenado a un año de cárcel, dos años de libertad condicional y 160 horas de servicio a la comunidad.
En marzo de 2019, el presidente de Corea del Sur, Moon Jae-in, ordenó reabrir el caso de los abusos sufridos por Jang dentro y paralelamente a otra investigación (conocida como el escándalo del Burning Sun), que involucra a varias estrellas del K-pop, relativa a escándalos sexuales y de drogas.

## En el cine
Su muerte inspiró la película de 2013 Norigae.

## Filmografía

### Televisión
| Año  | Título            | Papel | Ref. |
| ---- | ----------------- | ----- | ---- |
| 2009 | Boys Over Flowers | Sunny |      |

### Cine
| Año  | Título                          | Papel  | Ref.   |
| ---- | ------------------------------- | ------ | ------ |
| 2009 | Searching for the Elephant      | Hye-mi | [ 22 ] |
| 2009 | The Weird Missing Case of Mr. J | Min-a  | [ 23 ] |